# Sweet 7
A Sweet 7 a Sugababes nevű lánycsapat hetedik stúdióalbuma, amely 2010. március 5-én jelent meg az Island Records gondozásában. Az album munkálatai 2009 áprilisában kezdődtek. Az egyetlen album, amelyen szerepel a 2009-es Eurovíziós Dalfesztivál résztvevője, Jade Ewen, az utolsó alapító tag, Keisha Buchanan 2009. szeptemberi vitatott távozását követően. Miután a felállás megváltozott, az albumot újra felvették, hogy az új tag, Ewen énekhangját tartalmazza, a korábbi tag, Buchanan énekét pedig eltávolítsák. Ennek eredményeként ez az egyetlen olyan Sugababes-album, amelyen egy alapító tag sem szerepel.
Az album készítése Buchanan közreműködésével kezdődött, aki a Get Sexy című kislemezen még szerepelt, amely a második helyen végzett az Egyesült Királyságban. Távozása után az About a Girl és a Wear My Kiss a nyolcadik illetve a hetedik helyen végzett. Az albumot Jay-Z szórakoztatóipari cége, a Roc Nation készítette; a Roc Nation producereinek bevonása erős elektro és dance-pop hangzást adott az albumnak, köszönhetően az amerikai producereknek és íróknak, köztük Fernando Garibay-nak, Stargaténak, valamint a The Smeezingtons-nak. Az albumot ennek ellenére negatívan fogadták a kritikusok,  a Metacritic összesített áttekintése szerint a 100-ból 39 pontot ért el. A negatív kritikák az utolsó alapító tag, Keisha Buchanan távozása miatti kép eredetiségéből, valamint a lélek hiányából fakadtak.
Az album az Egyesült Királyságban a 14., Írországban pedig a 35. helyen végzett, amely az együttes eddigi második legalacsonyabb helyezése ezekben az országokban. Az album promóciója az utolsó kislemez megjelenése után véget ért. Széles körben arról számoltak be, hogy az album gyengén teljesített; a Sugababes-t a Roc Nation kiadó hagyta ott, és végül az Island Recordstól távoztak, hogy egy új, három albumból álló szerződést kössenek a Sony Music-kal az RCA Records és a Crown MD közös vállalkozásán keresztül. Bár ez a felállás később egy másik dalt is kiadott, a Freedom-ot, a zenekar történetének ezen időszakáról szóló visszatekintő tudósítások megjegyezték, hogy az album gyengébb teljesítménye végül a Berrabah, Ewen és Range által kiadott csoportos verzió végleges szünetéhez vezetett. Ez a szünet indította el az eredeti felállás (Buchanan, Mutya Buena és Siobhán Donaghy) 2012-es újjáalakulását, majd később, 2019-ben visszaszerezték a Sugababes nevet.

## Felvételek és a felállásváltozás
Az album elkészítése előtt a csapat szerződést írt alá a Roc Nationnel. A lemezt leginkább New Yorkban és Los Angelesben rögzítették, de néhány alkalommal voltak Londonban is. A lányok elsősorban RedOnenal, Ryan Tedderrel, Stargateval, Fernando Garibayvel, valamint a Smeezingtonok felkészítő csapatával (Phillip Lawrence és Bruno Mars) működtek együtt, de dolgoztak Sean Kingstonnal is. Az album egyik dalát a No More You-t Ne-Yo írta. Keisha összehasonlította a dalt Rihanna Hate That I Love You és Take a Bow című slágereivel. A lányok így nyilatkoztak: „Olyan mintha Rihanna a negyedik tagunk lenne. Meghallgatta az összes dalunkat, és megmondta hogy mi tetszett, és mi nem tetszett”. Keisha azt is elismerte, hogy a lányok "kielégültek" a Catfights and Spotlights idején, és azt nyilatkozták hogy nagyon büszkék az albumra.
Az album első kislemezének, a Get Sexy-nek a megjelenése után és mindössze két hónappal a kezdeti, 2009 novemberében tervezett megjelenése előtt szárnyra kapott a hír, miszerint  Amelle Berrabah távozott az együttesből. Buchanan azonban tagadta ezt. Elkezdtek arról is pletykák keringeni, hogy Jade Ewen, az Egyesült Királyság 2009-es Eurovíziós Dalfesztivál résztvevője csatlakozik a csapathoz, és Berrabah helyére. 2009. szeptember 21-én bejelentették, hogy a csapat utolsó alapító tagja, Keisha Buchanan is elhagyta a bandát, bár a Twitteren azt nyilatkozta, hogy nem az ő döntése volt. Buchanant azonnal Ewen váltotta fel, aki az album megjelenésére készülve, azonnal elkezdte felvenni vokálját Buchanan énekhangja helyett. 2009 novemberében további új anyagokat rögzítettek.
Buchanan 2011-ben újra összeállt az eredeti Sugababes felállással, a korábbi tagokkal, Mutya Buenával és Siobhán Donaghy-val, de csak 2019-ben kapták vissza a Sugababes nevet és védjegyet. 2023 márciusában Buchanan kijelentette, hogy soha többé nem adja elő az album egyik dalát sem.

## Kritikák
Az album alapvetően rossz kritikákat kapott a zenekritikusoktól. A Metacritic nevű oldalon 39 pontot kapott az elérhető 100-ból, ami az "általában kedvezőtlen kritikáknak" felel meg. Jon O’Brien az AllMusictól "unalmasnak, lélektelennek, és ismétlődőnek" nevezte, míg Gavin Martin a Daily Mirrortól, a "lélek hiányát" emelte ki. Thomas H Green (The Daily Telegraph) az 5-ből 3 csillagot adott az albumnak.
Caroline Sullivan (The Guardian) az albumot "csalódásnak" nevezte, és úgy fogalmazott, hogy a zeneszámok többsége Lady Gaga robotikus hangjára vonatkozik. Andy Gill (The Independent) rendkívül kedvezőtlen beszámolójában bírálta a csapat identitáshiányát, különös tekintettel az utolsó alapító tag, Buchanan távozása miatt. "A Sugababes végül egy együttesből, egy márkává változott". Rick Pearson (London Evening Standard) azt írta, hogy a lányok "megragadták identitásukat" az albumon. Alex Denney a New Musical Expressen 4 pontot adott az albumnak a 10-ből. Johnny Dee (Virgin Media) elmondása szerint a lányok "teljesen elveszítették jellegüket és személyiségüket". Dan Cairs (The Times) bírálta az album dalait, Simon Price (The Independent) pedig negatívan reagált a felállás megváltoztatására, mondván: "Ők [Sugababes]-nek hívhatják magukat, vagy aminek tetszik, de soha nem fogják betölteni Keisha, Mutya és Siobhán helyét. Vége van."

## Örökség és karrierhatás
2010 októberére, 8 hónappal az album megjelenése után, Berrabah ideiglenesen távol maradt a zenekartól „idegi kimerültségre” hivatkozva, részben Buchanan távozása miatt, közvetlenül az album megjelenése előtt. Ez néhány fellépés lemondásához vezetett, köztük a zenekar Aire FM leeds-i koncertjét. Berrabah szünete magában foglalta egy pihenő- és rehabilitációs intézményben való részvételt, ami befolyásolta a második kislemez, és az első olyan kislemez promócióját, amelyben hivatalosan Ewen éneke is szerepelt. Majdnem egy évvel az album megjelenése előtt a Digital Spy arról számolt be, hogy a csapatot törölték az amerikai lemezszerződésükből a Roc Nation-nel az album gyenge eladásai miatt. Ezt a Radio Times visszamenőleg megerősítette a 2025-ös, az egyes felállások sorsáról szóló elemzésében. 2011 júniusában a Digital Spy arról számolt be, hogy a csoport elhagyja az Island Records-ot, a Universal Music Group lenyomatát, egy három albumra szóló szerződésért a Sony Music Entertainment lemezkiadóval. Ezt egy új kislemez, a Freedom megjelenése követné, amely egy közelgő Nokia mobiltelefon-kampány marketinganyagában szerepelne. Ezt a BBC News a következő hónapban megerősítette, akik bejelentették, hogy a csapat közös vállalkozásba kezd az RCA Records-szal és a Crown MD-vel. 
A megállapodás értelmében a Freedom 2011. szeptember 5-én jelent volna meg, majd még ugyanebben az évben egy kísérőalbum is megjelent volna. A Freedom-on kívül azonban a csoportnak ez a felállása nem adott ki új zenét. 2023-ban, néhány évvel azután, hogy az eredeti tagok (Buchanan, Buena és Donaghy) újraegyesültek, Buchanan megerősítette, hogy az akkori felállás (Berrabah, Ewen és Range) Sweet 7 utáni szünete késztette az eredeti tagokat arra, hogy újra kapcsolatba lépjenek egymással. A The Guardian szerint az eredeti felállás "szinte mitikus státuszba" került a rajongók körében, ami később az eredeti trió Mutya Keisha Siobhan (MKS) néven való újraegyesüléséhez, majd a Sugababes név visszaszerzéséhez vezetett. Szintén 2023-ban Buchanan azt nyilatkozta, hogy nem érdekli a Sweet 7 dalainak előadása, tisztázva, hogy az album szörnyű volt, de ennek semmi köze a zenekartagokhoz vagy a producerekhez, hanem az albumból hiányzott a Sugababes-identitás. Buchanan kijelentette, hogy az album és az elkészítésének folyamata félelmet keltett benne, és elégedetlen volt amiatt, hogy az albumon olyan demók is voltak, amelyeken az ő hangja is hallható volt.

## Kereskedelmi teljesítmény
Az album az Egyesült Királyság lemezeinek listáján, a 14. helyen debütált. A lányok egyik legalacsonyabb árú lemezévé vált az országban a debütáló, 2000-es One Touch óta. A következő héten a 29. helyről a 43.-ra esett, ami az utolsó megjelenése volt a listán. Írországban csak a 35. helyig jutott, és máig a lányok második legalacsonyabb értékű lemeze ebben az országban. A Schweizer Hitparade listán a 92. helyet szerezte meg, amely a leggyengébb lett az országban, a 2008-as Catfights and Spotlights kivételével, amely nem jutott fel a listára. Görögországban az 5. helyen debütált, és két hétig maradt ott. Skóciában a 16. helyen debütált. Az album több mint 40 000 példányban kelt el az Egyesült Királyságban, és összesen 60 000 példányban Európában.

## Kislemezek
| #  | Kislemez     | Megjelenés          |
| -- | ------------ | ------------------- |
| 1. | Get Sexy     | 2009. augusztus 31. |
| 2. | About a Girl | 2009. november 8.   |
| 3. | Wear My Kiss | 2010. február 22.   |

Az album első kislemeze a Get Sexy lett, amely 2009. augusztus 31-én jelent meg. Ez az utolsó olyan dal amelyben az utolsó alapító tag, Keisha Buchanan énekel. Néhányan dicsérték a produkcióját és szövegeit, míg mások eredeti és nem eredeti formájában is elutasították. A szám a második helyen végzett az Egyesült Királyságban és Írországban, de Ausztráliában, Ausztriában, Belgiumban, a Csehországban, Németországban, Svédországban, és Szlovákiában is.
Az album második kislemeze az About a Girl lett, az első olyan dal, amely már az új felállásban, Jade Ewen közreműködésével készült.
2009. november 8-án jelent meg. Az egyetlen olyan dal, amely a nyolcadik helyen végzett az Egyesült Királyságban, és Írországban a legmagasabb húsz kategórián belül.
Az album kiadása előtt három héttel, 2010. február 22-én jelent meg a harmadik, egyben utolsó kislemez, a Wear My Kiss. A dal az Egyesült Királyságban a hetedik, Írországban pedig a kilencedik helyet érte el.

## Dallista
1. "Get Sexy" (Bruno Mars, Philip Lawrence ,Ari Levine, Richard Fairbrass, Fred Fairbrass,Rob Manzoli, The Smeezingtons)  – 3:14
2. "Wear My Kiss" (Fernando Garibay, Mars, Lawrence, Carlos Battey, Steven Battey, Garibay)  – 3:44
3. "About a Girl" (Makeba Riddick, Nadir Khayat, RedOne)  – 3:28
4. "Wait for You" (Garibay,Bruno Mars, Lawrence)  – 3:54
5. "Thank You for the Heartbreak" (Ryan Tedder, Mikkel Eriksen, Tor Erik Hermansen, Claude Kelly, Stargate)   – 3:40
6. "Miss Everything"(feat. Sean Kingston) (Bruno Mars, Lawrence, Levine, Brody Brown, The Smeezingtons)   – 3:39
7. "She’s a Mess" (Bruno Mars, Lawrence, Levine, The Smeezingtons)  – 3:26
8. "Give It To Me Now" (Christal Johnson, Reggie Perry, Syience)  – 2:50
9. "Crash & Burn" (Jonas Jeberg, Marcus Bryant, Nakisha Smith, Jeberg)  – 3:35
10. "No More You" (Stargate, Shaffer Smith, Eriksen, Hermansen, Ne-Yo)  – 4:15
11. "Sweet & Amazing (Make It the Best)" (Rob Allen, Eriksen, Hermansen, Martin Kleveland, Bernt Stray, Stargate, Martin K)  – 3:50
12. "Little Miss Perfect" (Stargate, Kelly, Eriksen, Hermansen)  – 3:53
13. "About a Girl"  [az iTunes Store bónusztartalma] (The Sharp Boys Extended Remix) (Riddick, Khayat, RedOne, The Sharp Boys) – 7:22
14. "About a Girl"  [az iTunes Store bónusztartalma] (Music Video)  – 4:23
15. "Wear My Kiss"  [az iTunes Store bónusztartalma] (Music Video)  – 3:13